# Haven (Terneuzen)
Haven is een buurtschap in de gemeente Terneuzen in de Nederlandse provincie Zeeland. De buurtschap, in de regio Zeeuws-Vlaanderen, ligt ten zuidwesten van Bouchauterhaven op de Nederlands-Belgische grens. Haven bestaat uit de noordelijke bebouwing aan de straten: Haven en Braakmanstraat. Het bijzondere van de buurtschap is dat de grens tussen de bewoning en de straat ligt. Kortom de huizen liggen in Nederland maar hebben een Belgisch adres.